# Michaël Levinas
Michaël Levinas (auch Lévinas; * 18. April 1949 in Paris) ist ein französischer Komponist und Mitglied der Gruppe l’Itinéraire (die Route).
Michaël Levinas gehört zu den Vertretern der Spektralmusik.

## Leben
Michaël Levinas wurde als Sohn des französisch-litauischen Philosophen Emmanuel Levinas in Paris geboren. 
Er studierte Komposition bei Olivier Messiaen und Klavier bei Yvonne Loriod. 
Von 1975 bis 1977 war er Stipendiat der Villa Medici in Rom. 1982 nahm er an den Darmstädter Ferienkursen unter dem Mentor Karlheinz Stockhausen teil. Seit 1992 ist er Professor am Pariser Konservatorium.
Neben Gérard Grisey, Tristan Murail und Roger Tessier gehört er zu den Gründungsmitgliedern des 1973 ins Leben gerufenen Pariser Ensembles L’Itinéraire. Er bevorzugt in seinen Werken bewusst sogenannte „schmutzige“ oder hybride Klänge.
Seit 2009 ist Levinas als Nachfolger von Jean-Louis Florentz Mitglied der Académie des Beaux-Arts.

## Ausgewählte Werke
- 1971 Arsis et Thésis ou La chanson du souffle für Baßflöte in C
- 1974 Appels für 11 Instrumentalisten
- 1977 Voix dans un vaisseau d’airain „Chant en escalier“ für Stimme, Flöte, Horn, Klavier und Tonband
- 1979 L’ouverture pour une fète étrange für 2 Orchester und elektroakustische Vorrichtungen
- 1981 Les rires du Gilles für 5 Instrumentalisten und Tonband
- 1984 Troisième Arcade „Le choeur des Arches“ für Piano-Schlagzeug, Schlagzeug, Streicher und Tonband
- 1984 Concerto pour piano espace no. 2
- 1985 La conférence des oiseaux (Kammeroper)
- 1986 Les réciproques für 12 A-Cappella-Solostimmen
- 1987 Réminiscence d’un jardin féerique für Orchester
- 1991 Préfixes für 17 Instrumentalisten
- 1992/93 Rebonds
- 1993  Diaclas
- 1994 Par-delà… für Orchester
- 1996 Go-gol (Oper)
- 1997 Concertation für Vokalquartett, Flöte, Schlagzeug, Keyboard und Computer
- 1980 Contrepoints irréels III – Recontres für 4 Flöten
- 1999 Streichquartett No. 1
- 2017 La Passion selon Marc – Une Passion après Auschwitz (Oratorium)

## Schriften
- De la rature à l'accident dans le processus de la composition musicale in: Revue internationale de critique génetique, ITEM, Archivos, Jean_marie Place, Paris 1992
- De l'École Niedermeyer à Beaubourg in: 20eme siècle. Images de la musique francaise op. cit
- Qu'est-ce que l'instrumental? in: L'Itinéraire op. cit.
- Le son et la musique in: Entretemps 6, Paris 1988.